# Octávio Pato
Octávio Floriano Rodrigues Pato (S. João dos Montes, Vila Franca de Xira,, 1 de Abril de 1925 – Lisboa, 19 de Fevereiro de 1999) foi um dirigente comunista português.

## Biografia

### Juventude
Filho de João Floriano Baptista Pato e de Maria Rodrigues Pato, era o mais novo de 4 irmãos. O Carlos Alberto o mais velho, torturado até à morte pela PIDE nos interrogatórios em Caxias, segue-se Abel que também esteve preso no Aljube ambos militantes comunistas e oposicionistas ao Estado Novo e João que não teve actividade política. Aos 14 anos de idade começou a trabalhar na indústria do calçado, como empregado de uma sapataria.

### Adesão ao Partido Comunista Português
Com um grupo de jovens de Vila Franca de Xira cria um jornal, escrito e distribuído à mão, em papel quadriculado, com o título Querer é Poder. O jornal foi um dia lido pelo seu irmão Carlos Pato, que estava ligado ao Partido Comunista Português, e que o mostrou a Dias Lourenço, responsável pela organização local do partido em Vila Franca. Daí até entrar na Federação da Juventude Comunista Portuguesa passou menos de um ano. Tinha então 15 anos de idade.

### Reorganização do PCP
Pouco depois, em 1940, e com a libertação de um grande número de militantes, entre os quais Álvaro Cunhal, Militão Ribeiro, Sérgio Vilarigues e Joaquim Pires Jorge, entre outros, iniciou-se a Reorganização de 1940-41 em que, pela primeira vez na vida clandestina do partido, «se criou um Comité Central, uma direcção colectiva e um forte grupo de revolucionários profissionais» (Cunhal, 1982:63). Octávio Pato passou a fazer parte do Comité Local de Vila Franca de Xira e do Comité Regional do Baixo Ribatejo.

### Acção Política
Na região de Vila Franca participou activamente na organização das greves de Maio de 1944. Esta acção, que incluiu milhares de trabalhadores, resultou de um trabalho que «levou meses, orientado para a mobilização das classes trabalhadoras, envolvendo a distribuição de milhares de manifestos feitos clandestinamente» (Pato, 1976). Dizia-nos, em 1976: «Tive de facto uma participação intensa, quer na preparação e organização, quer no desencadeamento da greve (…). Ocupei-me de aspectos relacionados com a greve, designadamente no que respeita à mobilização dos trabalhadores assalariados agrícolas das lezírias do Tejo (…). Essa greve constituiu para mim uma riquíssima experiência em todos os aspectos. Deram-se nessa altura centenas de prisões, concentrando as forças repressivas, na praça de touros de Vila Franca, mais de um milhar de grevistas presos." (idem)

### Oposição Democrática
Mais de um ano passado sobre as greves de 8 e 9 de Maio de 1944, entra na clandestinidade. Em 1946 é escolhido pelo PCP para representar o partido como membro fundador do MUD Juvenil (Movimento de Unidade Democrática Juvenil).

### Integração no Comité Central
Integrou depois a direcção da organização regional de Lisboa do PCP e, em 1949, foi eleito para o Comité Central como membro suplente. Em 1951 passa a membro efectivo. Entre as tarefas que lhe foram designadas destacam-se as de controlar as tipografias clandestinas centrais do Partido, bem como trabalhar nas Direcções Regionais de Lisboa, do Norte e do Sul, assim como na redacção do jornal  "Avante!".

### Preso Político
Em Dezembro de 1961 é capturado pela PIDE, no mesmo dia, embora em lugares diferentes, é presa a sua companheira Albina Fernandes e os filhos Isabel de 6 anos (filha de Antónia Monteiro de uma relação anterior) e Rui de 2 anos filho de ambos. É condenado a 8 anos e meio de cadeia, indefinitivamente prorrogáveis por "medidas de segurança". Durante esse período é  espancado e torturado, impedido de dormir durante 18 dias e noites seguidos, recusando-se a responder a quaisquer perguntas. De seguida, é mantido incomunicável durante mais de 3 meses. Foi espancado no decorrer do próprio julgamento no tribunal Plenário de Lisboa, em que foi defendido, sem consequência, por Mário Soares. Foi condenado a 8 anos e meio de prisão, com "medidas de segurança".

### Libertação
A sua companheira Albina Fernandes, suicida-se em 02 Outubro de 1970, cerca de 2 anos após a sua libertação, em consequência da degradação da sua saúde psicológica em função dos maus tratos infligidos pela PIDE durante os 6 anos que esteve presa, morte da qual a Comissão Nacional de Socorro aos Presos Políticos acusaria o Presidente do Conselho Marcelo Caetano através de telegrama. É assim por via de um movimento de solidariedade nacional e internacional que Octávio Pato é finalmente libertado nesse ano de 1970. Após a sua libertação esteve alguns meses em Vila Franca de Xira, regressando de novo à clandestinidade. Pouco tempo depois é chamado ao Secretariado e à Comissão Executiva do Partido, ficando a seu cargo, entre outras tarefas, a redacção do jornal "Avante!".

### Após a Revolução dos Cravos
Depois do 25 de Abril, foi deputado e presidente do Grupo parlamentar do PCP na Assembleia Constituinte, candidato à Presidência da República em 1976 e deputado à Assembleia da República. Pouco depois do dia 25 de Abril de 1974, Octávio Pato aparece na Cova da Moura, para falar com o general Spínola como o primeiro dirigente comunista a apresentar-se pelo partido, num momento em que Álvaro Cunhal ainda não tinha regressado do exílio.

### Morte
Morreu em 19 de Fevereiro de 1999, vítima de doença prolongada.

### Condecorações[8]
- Comendador da Ordem Nacional do Mérito de França (28 de Janeiro de 1991)